# Parafia Najświętszego Serca Jezusowego w Kijach
Parafia Najświętszego Serca Jezusowego w Kijach – parafia rzymskokatolicka, terytorialnie i administracyjnie należąca do diecezji zielonogórsko-gorzowskiej, do dekanatu Sulechów, erygowana 13 czerwca 1980. W parafii posługują księża diecezjalni.